# Fusedmarc
Fusedmarc — литовський електро-гурт з міста Вільнюс. Складається з вокалістки Вікторії Івановської, мультиінструменталіста Денісаса Зуєваса, і візуального конструктора Стасіса Жакаса. Представники Литви на Євробаченні-2017 з піснею «Rain of Revolution». Виступили у другому півфіналі Євробачення, 11 травня, але до фіналу не пройшли.

## Дискографія

### Сингли
| Назва              | Рік  | Альбом           |
| ------------------ | ---- | ---------------- |
| Rain of Revolution | 2017 | Non-album single |

### Міні-альбоми
| Назва       | Рік  |
| ----------- | ---- |
| Contraction | 2005 |